# Сеттерблом, Габриэль
Габриэль Сеттерблом (норв. Gabriel Setterblom; род. 22 ноября 1997, Осло) — норвежский гандболист, выступает за гандбольный клуб «Сённерйюск» и сборную Норвегии по гандболу. Участник летних Олимпийских игр 2024 года.

## Карьера

### Клубная
Габриэль Сеттерблом сначала играл в Норвегии за «Херульф», а с 2015 года — за «Халден». В 2019 году присоединился к ещё одной норвежской команде «Кольстад». Вместе с «Кольстадом» выиграл чемпионат Норвегии в 2023 году.
С сезона 2024/25 года Габриэль стал играть в Дании в составе «Сённерйюск».

### Международная карьера в сборной
В составе сборной Норвегии Сеттерблом дебютировал 6 января 2024 года в матче против Нидерландов.
Первоначально был только в расширенном составе участников чемпионата Европы 2024 года от сборной Норвегии. Из-за травмы Магнуса Рёда был переведен в основной состав и сыграл в последнем матче предварительного раунда. Вместе со сборной занял 9-е место.
В августе 2024 года был включён в состав Норвегии на Олимпийский турнир по гандболу. Сборная Норвегии уступила в четвертьфинале сборной Словении 28:33 и игроки сборной завершили участие в турнире.